# لوتشيانو (مغني)
لوتشيانو (بالإنجليزية: Luciano)‏ هو مغني وشاعر جامايكي، ولد في 20 أكتوبر 1964 في أبرشية مانشستر في جامايكا.

## وصلات خارجية
- الموقع الرسمي
- لوتشيانو على موقع ميوزك برينز (الإنجليزية)
- لوتشيانو على موقع أول ميوزيك (الإنجليزية)
- لوتشيانو على موقع ديسكوغز (الإنجليزية)